# فرواود
فرواود (به لهستانی:  Frywałd) یک روستا در لهستان است که در گمینا کژشوویتسه واقع شده‌است.